# Stebliv
Stebliv (în ucraineană Стеблів) este o așezare de tip urban din raionul Korsun-Șevcenkivskîi, regiunea Cerkasî, Ucraina. În afara localității principale, nu cuprinde și alte sate.

## Demografie
Componența lingvistică a așezării de tip urban Stebliv
     Ucraineană (97,84%)
     Rusă (1,97%)
     Alte limbi (0,07%)
Conform recensământului din 2001, majoritatea populației așezării de tip urban Stebliv era vorbitoare de ucraineană (97,84%), existând în minoritate și vorbitori de rusă (1,97%).